# Flory Jagoda
Flory Jagoda Nacida como Flora Papo (Sarajevo, 21 de diciembre de 1923-Alexandria, 29 de enero de 2021) fue una cantante, compositora y guitarrista bosnia-estadounidense. Fue conocida por su composición e interpretación de canciones sefardíes en ladino, así como de baladas tradicionales bosnias o sevdalinka.

## Biografía

### Primeros años
Flory Jagoda nació como Flora Papo el 21 de diciembre de 1923, en una familia judía de Bosnia y Herzegovina. Su madre, Rosa Altarac se divorció de su primer marido, Samuel, cuando Flory aún era una bebé y regresó a Vlasenica, donde conoció a Michael Kabiljo. Creció en el pueblo bosnio de Vlasenica y luego en su ciudad de nacimiento, Sarajevo. Creció inmersa en las tradiciones sefardíes, sobre todo con su familia materna, los Altarac. Se mudaron a Zagreb (hoy en Croacia) en donde Kabiljo tenía una fábrica de corbatas.

### Segunda Guerra Mundial, liberación y matrimonio
Cuando los nazis invadieron Yugoslavia en abril de 1941, su padrastro, a quien Flory trataba como a un padre, la puso en un tren que iba en dirección a Split con documentos falsos y removió la estrella de David amarilla de su abrigo. Durante el viaje tocaba su acordeón ("hamoniku" en serbocroata) hasta que llegó a la ciudad de Split, entonces controlada por el régimen de Mussolini, enreteniendo a los pasajeros e incluso al conductor; nunca le pidieron su boleto. Sus padres llegaron a Split varios días después, e intentaron llegar a algunas de las islas frente a la costa croata. Flory y sus padres fueron enviados a la isla de Korčula, donde  vivieron hasta otoño de 1943. Luego de la capitulación italiana, los judíos que vivían en Korčula zarparon en botes hacia Bari, Italia, la cual había sido liberada recientemente por el Ejército Británico.
La comunidad sefardí de Sarajevo y de la región circundante fue casi del todo exterminada durante la Segunda Guerra Mundial. Mientras estaba en Italia, conoció y se enamoró de un sargento del Ejército de Estados Unidos llamado Harry Jagoda. Llegó a los Estados Unidos como novia de guerra en 1946, yendo primero a la ciudad natal de Harry de Youngstown, en Ohio, y más tarde se mudaron al norte del estado de Virginia.

## Carrera musical
Su álbum Kantikas Di Mi Nona (Canciones de mi abuela, en judeoespañol) contiene canciones que su abuela, una cantante de música tradicional sefardí, le enseñó cuando era una adolescente. Luego de la publicación de su segundo álbum, Memories of Sarajevo,  grabó La Nona Kanta (La Abuela Canta), con canciones que ella escribió para sus nietos.
Ya de 90 años de edad, Jagoda declaró que Arvoliko: The Little Tree, el cual fue lanzado en 2006, iba a ser su último álbum en solo. El título del álbum hace referencia a un árbol que encuentra en Bosnia y Herzegovina y que es el único indicador de la fosa común en la que se encuentran los cuerpos de los 42 miembros de la familia Altarac. Flory ha comentado a que los cuatro álbumes hacen referencia a las cuatro etapas musicales de su vida. En 2006 fue lanzado un álbum consistente en duetos con Ramón Tasat, Kantikas de amor i vida: Sephardic Duets.
Su lengua madre, el ladino o judeoespañol, es un idioma en peligro de extinción, pero está experimentando un resurgimiento en comunidades sefarditas, especialmente a través de la música. Jagoda ha sdo parte integral de este renacimiento cultural.
En 2002, Jagoda fue honrada con una beca National Heritage Fellowship del National Endowment for the Arts de Estados Unidos por su trabajo manteniendo la tradición de las canciones típicas sefardíes cantadas en Ladino. En 2002, Ankica Petrovic produjo una película documental sobre su vida. En otoño de 2013, se organizó un concierto en honor de su 90.º cumpleaños en el Auditorio Coolidge de la Biblioteca de Congreso. Jagoda apareció en escena junto a más de 20 de sus estudiantes, colegas y familiares; el concierto fue filmado por JEMGLO, el cual utilizó segmentos del concierto y entrevistas con Jagoda, algunos de sus familiare, discípulos y colegas para la elaboración del documental Flory's  Flame.  Su música ha sido alabada y cantada por muchos músicos de todo el mundo, pero especialmente por su aprendiz, Susan Gaeta, tanto como solista como con el Trío Sefardi (con Tina Chancey y Howard Graves), y por su estudiante, Aviva Chernick.
El libro infantil de 2019, The Key from Spain, escrito por Debbie Levy es un tributo la vida y música de Jagoda.

## Vida personal
Flory y su marido, Harry Jagoda tuvieron cuatro hijos. En los últimos años de su vida, Flory sufrió de demencia y ya no le era posible cantar. Flory Jagoda murió a la edad de 97 años el 29 de enero de 2021.

## Discografía

### Álbumes
- Kantikas Di Mi Nona (Canciones de mi Abuela) (1988)
- Memories of Sarajevo
- La Nona Kanta (1992)
- Arvoliko (2006)
- Kantikas de amor i vida: Sephardic Duets (2006) Duetos con Ramón Tasat

### Videos
- Review: The Key from Spain. (documental)[11]
- Flickers: Rhode Island International Film Festival: "Flory's Flame" (documental)

## Ver además
- Idioma judeoespañol
- Sefardíes
- Ocho Kandelikas